# 무하마드: 신의 예언자
무하마드: 신의 예언자(MUHAMMAD: THE MESSENGER OF GOD)는 이란에서 제작된 마지드 마지디 감독의 2015년 드라마, 서사 영화이다. 사레 바이아트 등이 주연으로 출연하였다.

## 출연
- 사레 바야트
- 라나 아자디바르
- 모하마드 야롬타글루